# Dawny zajazd w Suchej Beskidzkiej
Dawny zajazd – zabytkowy budynek w zachodniej części Suchej Beskidzkiej, przy ul. Role 182/55. Powstał w 1825 roku i pierwotnie pełnił prawdopodobnie funkcję przydrożnego zajazdu. Był niekiedy również nazywany „dworkiem Lewandowskich”. 
Parterowy budynek zajazdu jest drewniany o konstrukcji zrębowej, od frontu otynkowany. Zgodnie z opisem na stronie Narodowego Instytutu Dziedzictwa "zabytek wyróżnia się  m.in. bryłą z wysokim, półszczytowym dachem gontowym,  od frontu facjatą z balkonem, półkoliście zamkniętą bramą oraz idealnie symetrycznym, trójtraktowym rozplanowaniem wnętrza". Gminny program opieki nad zabytkami miasta Suchej Beskidzkiej przynosi następujący opis architektury budynku: "Obiekt na rzucie prostokąta z wysuniętymi z elewacji tylnej ryzalitowo skrzydłami parterowymi z podcieniami. W poddaszach skrzydeł dwie małe lokalności z balkonami. W osi budynku sień na przestrzał po bokach. Stropy są belkowane. W elewacji frontowej budynek pięcioosiowy. Dachy budynku dwuspadowe, w szczytach oszalowane deskami".
W 2. połowie XX wieku budynek użytkowany był przez Towarzystwo Miłośników Ziemi Suskiej. Mieściła się wówczas tam również biblioteka publiczna. W tym okresie zajazd był odnawiany i modernizowany. Później budynek był częściowo zamieszkany, a następnie przeznaczony do sprzedaży.
19 sierpnia 1986 roku zajazd został wpisany do rejestru zabytków pod numerem A-454/86 (obecnie jako A-1046/M) razem z wchodzącymi w skład zespołu murowanym budynkiem gospodarczym oraz drewnianą altaną.